# Bușteni
Buşteni é uma cidade da Romênia com 11.787 habitantes, localizada no judeţ (distrito) de Prahova.